# Phare de Stratford Point

Le phare de Stratford Point (en anglais : Stratford Point Light), est un phare du Long Island Sound à l'entrée de la rivière Housatonic à Stratford dans le Comté de Fairfield, Connecticut.
Ce phare est inscrit au Registre national des lieux historiques depuis le 29 mai 1990 sous le n° 89001476 .

## Historique
Le premier phare de Stratford Point a été construit en 1822. En 1855, une lentille de Fresnel du premier ordre a été ajoutée à la tour en bois de 8,5 mètres.
En 1881, la tour et le logement ont été rasés et remplacés par une tour en fonte de 35 pieds (11 m) de hauteur, doublée de briques et équipée d'une lentille de Fresnel du troisième ordre. Cette tour tour a été l'un des premiers phares cylindriques préfabriqués du pays. Puis il a été équipé d'une lentille de Fresnel de quatrième ordre en 1906 et d'une optique moderne en 1990. La lumière a été automatisée en 1970. Il s'agit d'une aide active à la navigation et est utilisé pour les logements de la Garde côtière.

## Description
Le phare  est une tour conique en fonte, avec galerie et lanterne, de 11 m de haut. La tour est peinte en blanc avec une bande rouge centrale, la lanterne est blanche avec un toit rouge.
Il émet, à une hauteur focale de 16 m, deux éclats blancs par période de 20 secondes. Sa portée est de 16 milles nautiques (environ 30 km.
Identifiant : ARLHS : USA-816 ; USCG :  1-21230 ; Admiralty : J0810  .

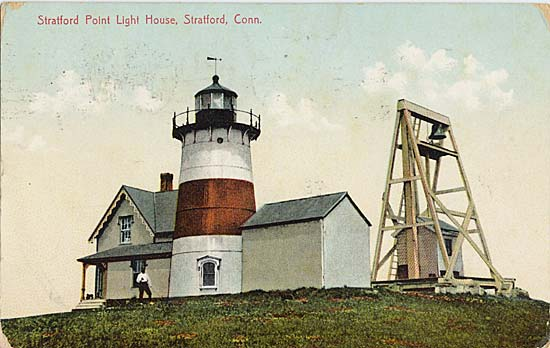
Le phare (carte postale)
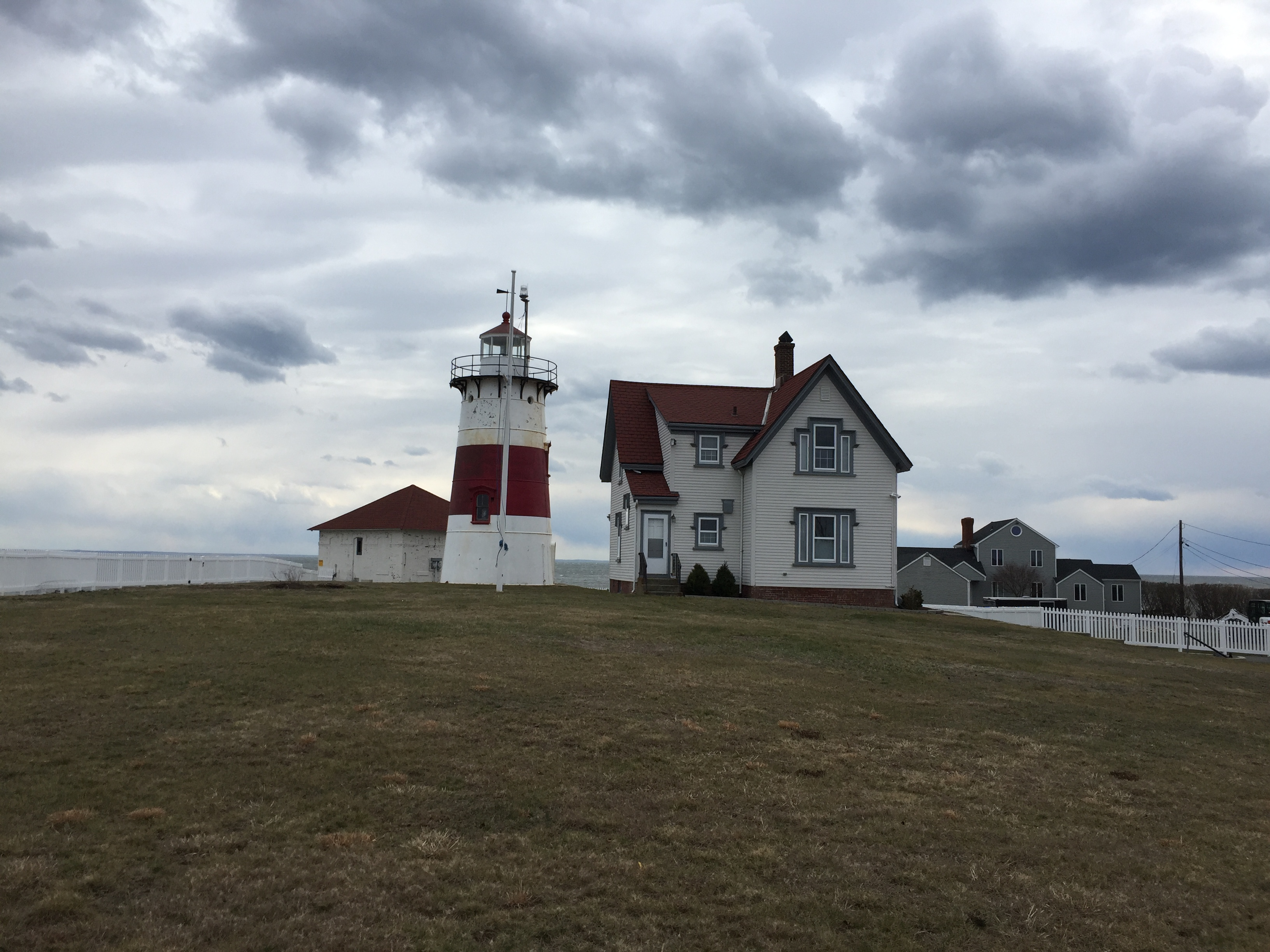
Le phare
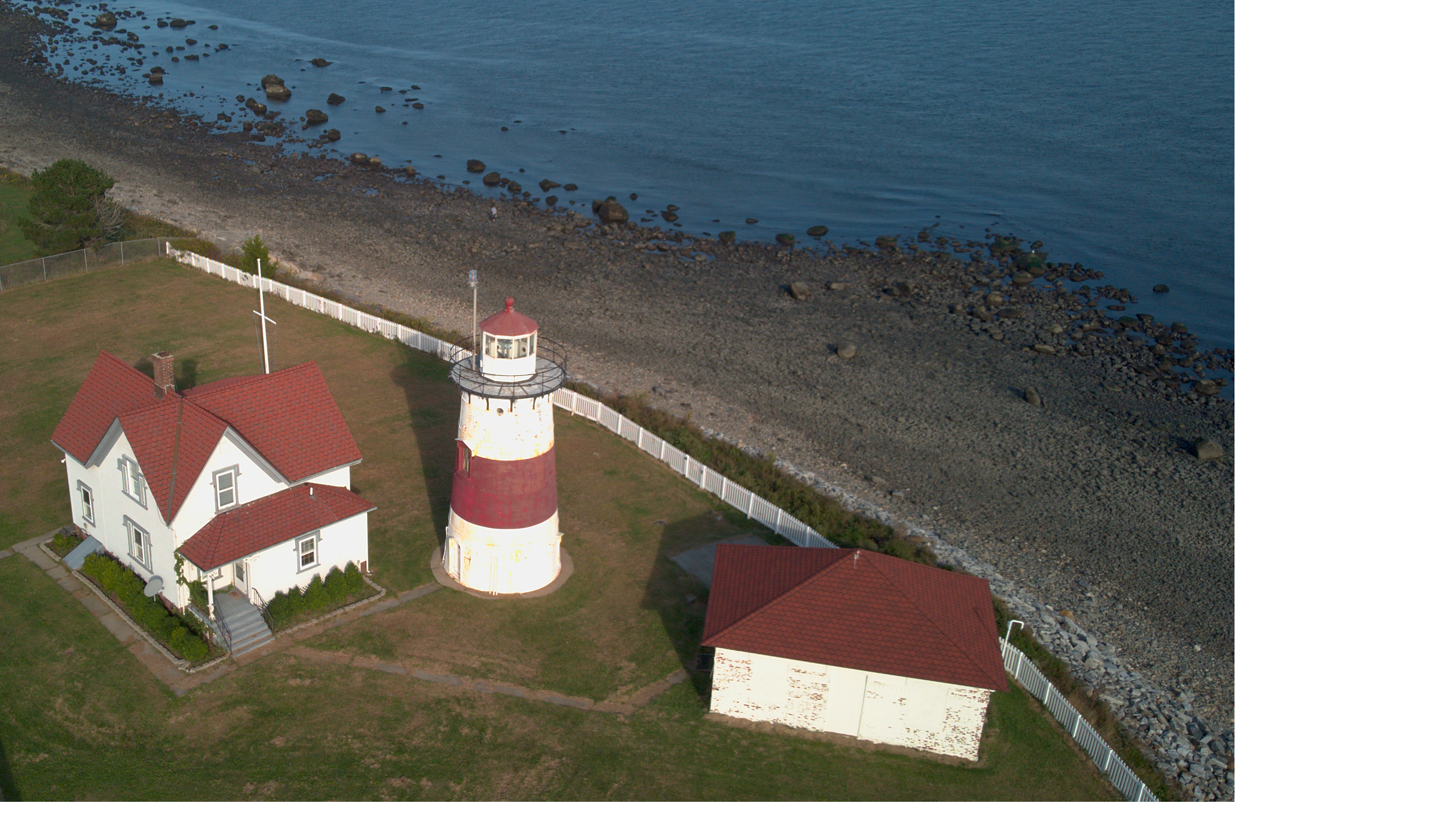
Le phare

### Lien connexe
- Liste des phares du Connecticut